# قابلية الشك
قابلية الشك هي أية حادثة أو واقعة ملموسة أو غير ملموسة تقبل الطعن بأساسها بالمنطق العقلي السليم، أي تقبل الشك. تُعرّف قابلية الشك بأنها حالة قائمة بشكل تلقائي، ذلك أن جميع الموجودات الإنسانية والكونية لا تملك حقائق واضحة وضوحًا كاملًا، من هنا تتوسط قابلية الشك قاعدة البحث عن الحقيقة، لكونها وسيلة أكثر كمالًا وأدق عملًا في أي محاولة من محاولات الوصول إلى الحقيقة.